# فرودگاه بین‌المللی ویلکز بار - اسکرانتون
فرودگاه بین‌المللی ویلکز بار - اسکرانتون  (به انگلیسی: Wilkes-Barre/Scranton International Airport) یک فرودگاه همگانی باربری با کد یاتا AVP است که یک باند فرود آسفالت دارد و طول باند آن ۲۲۸۶ متر است. این فرودگاه در کشور ایالات متحده آمریکا قرار دارد و در ارتفاع ۲۹۳ متری از سطح دریا واقع شده است.

## شرکت‌های هواپیمایی و مقصدهای پروازی

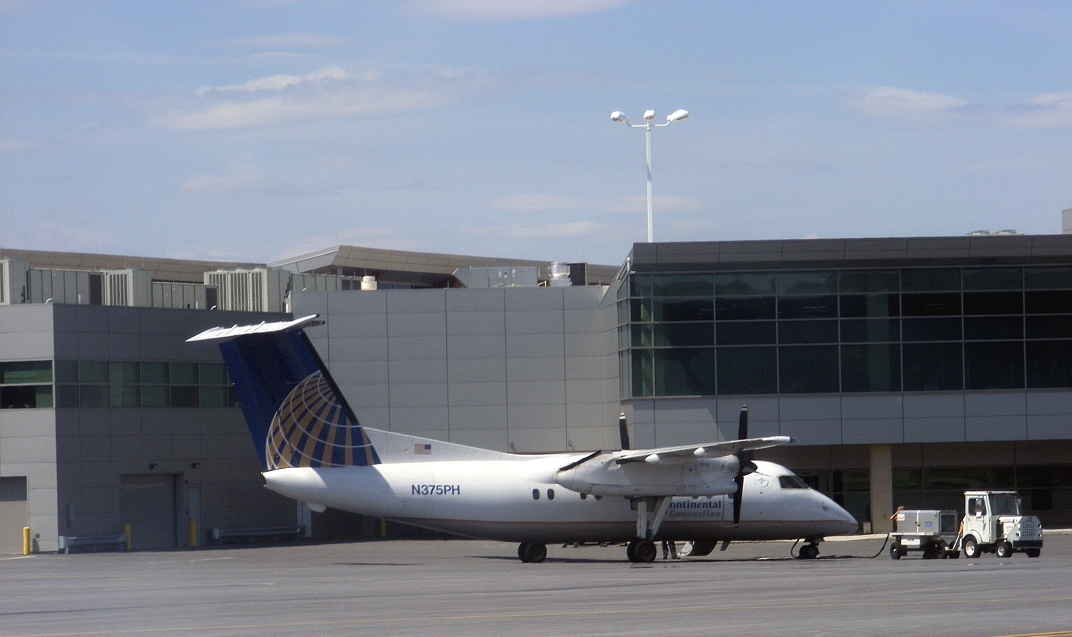
A Continental Connection plane at the new terminal

### مسافری
| Airline        | Destinations                         | Fleet |
| -------------- | ------------------------------------ | --- |
| الیجنت ایر     | اورلندو سنفورد، سن پترزبورگ-کلیرواتر | الیجنت ایر alternates between the following fleet for both destinations: مک‌دانل داگلاس ام‌دی-۸۰ and the خانواده ایرباس ای۳۲۰ |
| امریکن ایگل    | شارلوت داگلاس، فیلادلفیا             | امریکن ایگل uses the بمباردیه سی‌آرجی ۷۰۰/۹۰۰ to Charlotte Douglas International Airport and alternates between the امبرائر ئی‌آرجی ۱۳۵/۱۴۰/۱۴۵ and the deHavilland Canada Dash 8-300 for the فیلادلفیا flight. |
| دلتا ایرلاینز  | هارتسفیلد-جکسون آتلانتا              | دلتا uses the بوئینگ ۷۱۷ to هارتسفیلد-جکسون آتلانتا. |
| دلتا کانکشن    | متروپولیتن شهرستان وین دیترویت       | دلتا کانکشن uses the بمباردیه سی‌آرجی ۱۰۰/۲۰۰ for the متروپولیتن شهرستان وین دیترویت flight. |
| یونایتد اکسپرس | اوهر شیکاگو، لیبرتی نیوآرک           | یونایتد اکسپرس alternates between the Bombardier Q200 ، Bombardier Q300 and امبرائر ئی‌آرجی ۱۳۵/۱۴۰/۱۴۵ for the لیبرتی نیوآرک flight. While alternating between امبرائر ئی‌آرجی ۱۳۵/۱۴۰/۱۴۵ and the بمباردیه سی‌آرجی ۱۰۰/۲۰۰ for the اوهر شیکاگو flight. Occasionally اسکای‌وست, dba یونایتد اکسپرس, sends an امبرائر ئی-جت for the اوهر شیکاگو flight. |

### باری
| شرکت‌های هواپیمایی                            | مقصدهای پروازی                 |
| -------------------------------------------- | ------------------------------ |
| دی‌اچ‌ال اوییشن اجرا توسط Suburban Air Freight | سینسیناتی/کنتاکی شمالی         |
| دی‌اچ‌ال اجرا توسط Ameriflight                 | آلبانی، سینسیناتی/کنتاکی شمالی |
| فدکس اکسپرس اجرا توسط Wiggins Airways        | فصلی: لی والی                  |